# Roodbuikstruiktiran
De roodbuikstruiktiran (Myiotheretes fuscorufus) is een zangvogel uit de familie Tyrannidae (tirannen).

## Verspreiding en leefgebied
Deze soort komt voor van zuidelijk Peru (Pasco) tot westelijk Bolivia.

## Status
De grootte van de populatie is niet gekwantificeerd maar de soort wordt omschreven als schaars. Op de Rode lijst van de IUCN heeft deze soort de status niet bedreigd.

## Externe link

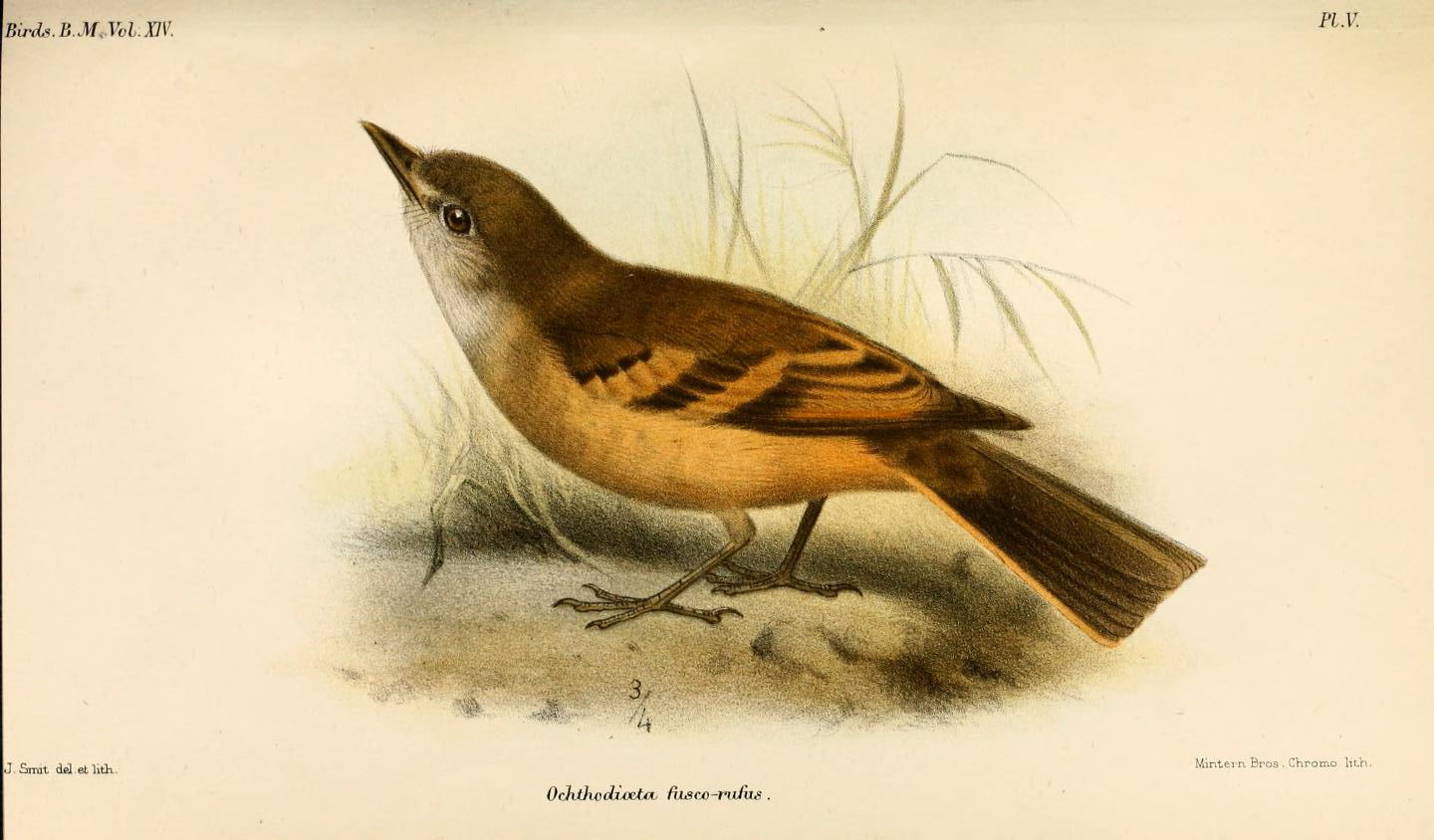